# Take 6
Take 6 é um grupo musical norte-americano, um dos principais grupos de "música a cappella" do mundo,[carece de fontes?] mesclando gospel, soul, R&B e jazz. Foi premiado com 10 Grammys desde 1988.

## História
O grupo Take 6 foi formado por Claude McKnight, irmão de Brian McKnight, no banheiro da Universidade Adventista de Oakwood. O grupo estava no cômodo da faculdade onde estudavam, ensaiando para a primeira apresentação que fariam naquela noite. Mark Kibble, estudante de um colégio próximo à universidade, estava passando por perto quando ouviu a voz do amigo Claude cantando e entrou no banheiro para conhecer o grupo e a canção. Desde então ele se tornou o quinto integrante e naquela noite começava a história do grupo Take 6. Mais tarde, Mark convidou Mervyn Warren para ser o sexto integrante do grupo.
Inicialmente o grupo conseguiu reconhecimento e apoio ao redor da faculdade, mas dentro da mesma só conseguiram hostilidade dos alunos e funcionários por causa do estilo musical que cantavam, gospel jazz. Desde o início do século 19, as igrejas americanas eram hostis em relação ao jazz porque esse estilo era cantando em clubes noturnos. Então, o pensamento protestante da época era: ou cantava na igreja ou cantava em clubes de jazz. Oakwood é uma universidade Adventista do Sétimo Dia.
Em 1991, Mervyn Warren deixou o grupo para investir na carreira de produtor e Joey Kibble, irmão de Mark Kibble, foi convidado a ocupar a vaga deixada por Marvin.
Em 2005, o grupo lançou seu próprio selo: Take 6 Records.
Grupos como Boyz II Men e Coming of Age citam Take 6 como sua maior influência.

## Integrantes
- Claude V. McKnight III, primeiro tenor;
- Mark Kibble, primeiro tenor;
- David Thomas, segundo tenor;
- Mervyn Warren, segundo tenor, substituído em 1991 por Joey Kibble;
- Cedric Dent, barítono, substituído em 2011 por Khristian Dentley;
- Alvin Chea, baixo;

## Integrantes substitutos
- Roger Ryan, barítono que substituiu Cedric Dent nos shows de 2006;
- Khristian Dentley, barítono que substituiu Cedric Dent em alguns shows.  Após o substituiu em definitivo.

## Discografia
- Take 6 (1988)
- So Much 2 Say (1990)
- He's Christmas (1991)
- Join The Band (1994)
- Best of Take 6 (1995)
- Brothers (1996)
- So Cool (1998)
- We Wish You a Merry Christmas (1999)
- Greatest Hits (1999)
- Best of Take 6 (2000)
- Live (2002)
- Beautiful World (2002)
- 12 Feels Good (2006)
- The Standard (2008)
- The Most Wonderful Time Of The Year (2010)
- One (2012)
- Believe (2016)
- Iconic (2018)

## Prêmios
- 16 Billboards
- 10 Grammy Awards
- 10 Dove Awards
- 1 Soul Train Award